# Kanton Rhône-Eyrieux
Rhône-Eyrieux - tot 2016 kanton La Voulte-sur-Rhône - is een kanton van het Franse departement Ardèche. Het kanton maakt deel uit van de arrondissementen Privas (8) en Tournon-sur-Rhône (9). De naam werd gewijzigd bij decreet van 5 oktober 2016.

## Gemeenten

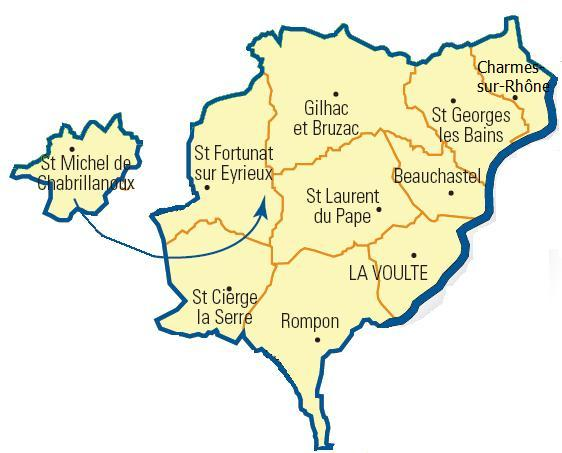
Ligging van gemeenten in het kanton vóór 2015

Het kanton La Voulte-sur-Rhône omvatte tot 2014 de volgende 10 gemeenten:
- Beauchastel
- Charmes-sur-Rhône
- Gilhac-et-Bruzac
- Rompon
- Saint-Cierge-la-Serre
- Saint-Fortunat-sur-Eyrieux
- Saint-Georges-les-Bains
- Saint-Laurent-du-Pape
- Saint-Michel-de-Chabrillanoux
- La Voulte-sur-Rhône (hoofdplaats)

Sinds de herindeling van de kantons bij decreet van 13 februari 2014, met uitwerking op 22 maart 2015, omvat het kanton volgende 17 gemeenten:
- Beauchastel
- Boffres
- Charmes-sur-Rhône
- Châteauneuf-de-Vernoux
- Gilhac-et-Bruzac
- Saint-Apollinaire-de-Rias
- Saint-Cierge-la-Serre
- Saint-Fortunat-sur-Eyrieux
- Saint-Georges-les-Bains
- Saint-Jean-Chambre
- Saint-Julien-le-Roux
- Saint-Laurent-du-Pape
- Silhac
- Soyons
- Toulaud
- Vernoux-en-Vivarais
- La Voulte-sur-Rhône